# Becker (Minnesota)
Becker is een plaats (city) in de Amerikaanse staat Minnesota, en valt bestuurlijk gezien onder Sherburne County.

## Demografie
Bij de volkstelling in 2000 werd het aantal inwoners vastgesteld op 2673.
In 2006 is het aantal inwoners door het United States Census Bureau geschat op 4048, een stijging van 1375 (51,4%).

## Geografie
Volgens het United States Census Bureau beslaat de plaats een oppervlakte van
23,5 km², waarvan 22,4 km² land en 1,1 km² water. Becker ligt op ongeveer 296 m boven zeeniveau.

## Plaatsen in de nabije omgeving
De onderstaande figuur toont nabijgelegen plaatsen in een straal van 24 km rond Becker.